# Єльча-Велика
Єльча-Велика (пол. Jelcza Wielka) — село в Польщі, у гміні Міхалув Піньчовського повіту Свентокшиського воєводства.
Населення — 126 осіб (2011).
У 1975-1998 роках село належало до Келецького воєводства.

## Демографія
Демографічна структура на день 31 березня 2011 року:
|          | Загалом | Допрацездатний вік | Працездатний вік | Постпрацездатний вік |
| -------- | ------- | ------------------ | ---------------- | -------------------- |
| Чоловіки | 59      | 11                 | 41               | 7                    |
| Жінки    | 67      | 15                 | 35               | 17                   |
| Разом    | 126     | 26                 | 76               | 24                   |